# Opbopachop
Opbopachop è il sesto e, per ora, ultimo album studio dei Barnes & Barnes pubblicato nel 2009.

## Tracce
1. Middle Aged Lament – 1:06
2. When Uncle Hy Takes the Train to Kansas City – 5:44
3. My Bad – 4:04
4. Heinous Anus – 3:27
5. The Pope Said Nope – 3:01
6. Life Is What You Do in Between Orgasms – 4:01
7. Homophobic Dream#24 – 3:35
8. Old Queens – 3:39
9. Sleepover – 4:42
10. So Long Mama – 2:31
11. I Am Stevie – 4:06
12. Oh the Pain – 4:27
13. Our Dead Dads – 2:49
14. Napnoob: the Middle Aged Men Suite – 12:01
15. Ice Cream Bed – 5:24